# Big Bear City
Big Bear City è un census-designated place degli Stati Uniti d'America, situata in California, nella contea di San Bernardino.